# پنگوئنیان غول‌پیکر
پنگوئنیان غول‌پیکر (نام علمی: Palaeeudyptinae) نام یک زیرخانواده از تیره پنگوئن است.